# 李淑 (宋朝)
李淑（1002年—1059年），字獻臣，北宋徐州豐人。
李若谷之子。博学多才。大中祥符七年，十二歲，向皇帝献文，被赐童子出身，授秘书省校书郎。歷官馆阁校勘。景祐元年（1034年）二月，知制诰，上《时政十议》。生平好藏書，共二万三千多卷，並撰有《邯鄲圖書志》。李淑反对新政，他利用兼翰林侍读学士之职，攻击新政。諫官欧阳修在延和殿當面斥指李淑奸邪，又上奏李淑依附吕夷简为朋党，请求给李淑外任差进，“使正人端士安心作事，不优谗毁之言”。權知開封府吳育更告發李淑在开封府与吏人多亵近，致使巨盗逍遙法外。庆历三年九月壬辰，罢翰林学士，为给事中，出知郑州。嘉祐四年，有風眩之症，卒於河中府任上。。有子李寿朋。